# Liste der Monuments historiques in Villeneuve-sur-Cher
Die Liste der Monuments historiques in Villeneuve-sur-Cher führt die Monuments historiques in der französischen Gemeinde Villeneuve-sur-Cher auf.

## Liste der Bauwerke
| Bezeichnung                                         | Beschreibung | Standort | Kennzeichnung | Schutzstatus | Datum | Bild |
| --------------------------------------------------- | ------------ | -------- | ------------- | ------------ | ----- | ---- |
| Dolmen, genannt La Table oder La Pierre de la Roche | Neolithikum  | (Lage)   | PA00096932    | Classé       | 1989  |      |

## Liste der Objekte
- Monuments historiques (Objekte) in Villeneuve-sur-Cher in der Base Palissy des französischen Kultusministeriums